# チャーリー・ウィルソンズ・ウォー
『チャーリー・ウィルソンズ・ウォー』（原題: Charlie Wilson's War）は、2007年のアメリカ映画。マイク・ニコルズ監督、トム・ハンクス製作・主演作品。2003年に発売されベストセラーとなったジョージ・クライル（1945年 - 2006年）による同名のノンフィクションを原作とし、テキサス州選出の下院議員チャールズ・ウィルソンがCIAの諜報員と共にソビエト連邦によるアフガニスタン侵攻に抵抗するムジャーヒディーンを援助する模様を描く。
第65回ゴールデングローブ賞で作品賞を含む5部門、第80回アカデミー賞ではフィリップ・シーモア・ホフマンが助演男優賞にノミネートされたが、いずれも受賞には至らなかった。

## ストーリー
1980年のこと。チャーリー・ウィルソン下院議員は立法よりもパーティーの方に熱心で、頻繁に大規模なパーティーを開き、自分の事務所には魅力的な若い女性だけを採用していた。彼の派手な生活は、彼のコカイン使用疑惑に対する連邦政府による捜査へとつながる。それは、議員たちの不祥事に対する大規模な捜査の一環として、連邦検事ルディ・ジュリアーニが主導するものであった。しかし、調査の結果、ウィルソンは告発を受けることは無かった。
ウィルソンの友人で恋人でもあるジョアン・ヘリングは、アフガニスタンの人々を助けるために努力するようチャーリーに要請し、パキスタン首脳を訪問するよう説得する。 パキスタンのハク大統領は、ソ連に対抗するための米国の支援が不十分なことへの不満を表明し、ウィルソンにパキスタン国内の大規模なアフガニスタン難民キャンプを訪問するよう要請する。ウィルソンは難民の置かれた悲惨な状況と彼らの戦意に深く心を動かされる一方、ソ連のアフガニスタン侵攻に対してCIAパキスタン支局長が目立たないアプローチを主張していることにイライラする。ウィルソンは帰国し、ムジャヒディーンへの資金援助を大幅に増やすことに取り掛かる。
チャーリーはCIA内の一匹狼であるガスト・アブラコトスと彼の人員不足のアフガニスタン担当グループのメンバーと友達になり、より有効な戦略、特にソ連の強力なミルMi-24ハインド攻撃ヘリコプターに対抗する方策を見つけることを目指す。このグループには、マイケル・ヴィカーズという名の若い準軍事作戦担当官を含む、CIAの特別活動部門のメンバーが加わっていた。その結果、必要な資金を獲得するためのチャーリーの巧みな政治的交渉と、ゲリラにFIM-92スティンガーミサイル発射装置を供与することなどのアブラコトスによる綿密な計画により、ソ連のアフガニスタン占領はひどい泥沼に陥り、ソ連の重戦闘車両は次々と破壊されることになる。チャーリーはソ連の武器と消耗品についてはイスラエルとエジプトに、武器の輸送・配付についてはパキスタンの支援を求める。CIAの反共目的の予算は500万ドルから5億ドル以上（サウジアラビアも同額）に増加し、議員たちを驚かせることになる。チャーリーによるこの取り組みは、最終的にはレーガン・ドクトリンとして知られる米国の外交政策の主要な部分を占めるようになる。このドクトリンの下、米国の支援先はムジャヒディーンのみならず、世界中の反共運動に拡大する。チャーリーは、国防総省高官マイケル・ピルズベリーがロナルド・レーガン大統領に対してアフガニスタンにスティンガーミサイル発射装置を提供するよう説得したと述べている。
ガストはチャーリーに、「禅師」による「塞翁が馬」の話を引き合いに出し、ソ連撤退後のアフガニスタンにも支援を続けるよう強く求める。ガストはまた、アフガニスタン国内の学校を立て直すことにより、「狂気」の影響を受ける前に同国の子供たちを教育出来ると強調する。チャーリーはこのことを米国政府に訴えるが、彼の少額の提案に対してでさえ支持を得ることが出来ない。
ウィルソンのこの功績から、ソ連のアフガニスタン撤退を決定づけた影の功労者として、CIAはそれまでCIA要員にしか贈ったことの無かった功労賞を、文民として初めて非公開でウィルソンに授与する。しかし、彼が行ってきた秘密裏の努力が将来引き起こすかも知れない反動と米国がアフガニスタンから手を引くことが意味することへの不安が授与式での彼の晴れがましい気持ちに影を落とすのであった。

## キャスト
| 役名                   | 俳優                           | 日本語吹替 |
| ---------------------- | ------------------------------ | ---------- |
| チャーリー・ウィルソン | トム・ハンクス                 | 江原正士   |
| ジョアン・ヘリング     | ジュリア・ロバーツ             | 塩田朋子   |
| ガスト・アヴラコトス   | フィリップ・シーモア・ホフマン | 玄田哲章   |
| ボニー・バック         | エイミー・アダムス             | 花村さやか |
| ドク・ロング           | ネッド・ビーティ               | 城山堅     |
| ジェイン・リドル       | エミリー・ブラント             | 外村茉莉子 |
| ハク大統領             | オム・プリ                     | 糸博       |
| ズヴィ                 | ケン・ストット                 | 浦山迅     |
| クレイヴリー           | ジョン・スラッテリー           | 後藤哲夫   |
| ハロルド・ホルト       | デニス・オヘア                 |            |
| クリスタル・リー       | ジュート・タイラー             |            |
| ラリー・リドル         | ピーター・ジェレティ           | 村松康雄   |
| 秘書                   | シリ・アップルビー             |            |
| ポール・ブラウン       | ブライアン・マーキンソン       | 牛山茂     |
| スザンヌ               | レイチェル・ニコルズ           |            |

## スタッフ
- 監督：マイク・ニコルズ
- 脚本：アーロン・ソーキン
- 原作：ジョージ・クライル
- 製作：トム・ハンクス、ゲイリー・ゴーツマン
- 製作総指揮：セリア・D・コスタス、ライアン・カヴァノー、ジェフリー・スコール
- 撮影監督：スティーヴン・ゴールドブラット
- 美術：ヴィクター・ケンプスター
- 編集：ジョン・ブルーム、アントニア・ヴァン・ドリムレン
- 共同プロデューサー：マイケル・ヘイリー
- 音楽：ジェームズ・ニュートン・ハワード
- キャスティング：エレン・ルイス
- 衣装：アルバート・ウォルスキー
- VFXスーパーバイザー：リチャード・エドランド
- 日本語字幕：松浦美奈
- 吹替翻訳：平田勝茂

## 評価

### 興行収入
当初公開日は2007年12月25日と発表されていたが、後に12月21日へ変更になった。初週は全米とカナダの2,575の劇場で公開され、960万ドルを稼ぎ興行ランキングで4位となった。最終的な興行収入は全米とカナダの6670万ドルとその他の国の5230万ドルを合わせ、1億1900万ドルとなった。

### 批評家の反応
批評家からは好意的な意見が多数を占めた。Rotten Tomatoesでは194件のレビュー中81%が本作を支持し、平均点は7/10となった。Metacriticでは39のレビュー中好意的なものが33で、平均点は100点満点中69点だった。

## その他
予告編にドン・マクリーンの「アメリカン・パイ」が使われているが、作中では使われていない。